# Tetramorium raptor
Tetramorium raptor (лат.) — вид муравьёв рода Tetramorium из подсемейства Myrmicinae (Formicidae). Видовое название происходит от латинского слова «грабитель».

## Распространение
Африка: Камерун и Нигерия.

## Описание
Мелкие земляные муравьи; длина рабочих 3—4 мм. Отличаются от близких видов (Tetramorium decem, Tetramorium ultor) морщинистым верхом груди и головы, мелкими размерами, более светлыми конечностями и относительно более крупными глазами. Длина головы рабочих (HL) 0,64–0,68 мм, ширина головы (HW) 0,53–0,56 мм. Голова с субпараллельными почти прямыми боками. Основная окраска тела коричневая и чёрная. Усики рабочих и самок 10-члениковые. Усиковые бороздки хорошо развиты, длинные. Боковые части клипеуса килевидно приподняты около места прикрепления усиков. Жвалы широкотреугольные с зубчатым жевательным краем. Стебелёк между грудкой и брюшком состоит из двух члеников: петиолюса и постпетиолюса (последний четко отделен от брюшка), жало развито, куколки голые (без кокона). Заднегрудка с 2 короткими и широкими проподеальными шипиками. Брюшко гладкое и блестящее. Гнездятся в земле.

## Таксономия
Включён в видовую группу Tetramorium decem species group. Вид был впервые описан в 2014 году американскими мирмекологами Франциско Хита-Гарсиа (Francisco Hita Garcia) и Брайаном Фишером (Brian L. Fisher; Entomology, California Academy of Sciences, Сан-Франциско, Калифорния, США).